# Binandere jezik
Binandere jezik (ioma binandere; ISO 639-3: bhg), transnovogvinejski jezk binanderske skupine, kojim govori 7 000 ljudi (2007 SIL) iz plemena Binandere duž rijeka Eia, Gira, Mamba i Kumusi u provinciji Oro i susjednim krajevima (provincija Morobe), Papua Nova Gvineja.
Jezik ima nekoliko dijalekata: binandere, tainya dawari (ambasi) i yewa buie. Neki poznaju i engleski ili tok pisin [tpi], a u graničnim područjima i jezike zia, aeka [aez] ili notu (Ewage) [nou]

## Vanjske poveznice
- Ethnologue (14th)
- Ethnologue (15th)